# Opština Jegunovce
Jegunovce (makedonsky Јегуновце, albánsky Jegunoc) je občina na severozápadě Severní Makedonie. Jegunovce je také název vesnice, která je centrem občiny. Občina je součástí Položského regionu.

## Geografie
Na severu a východě sousedí se státem Kosovo, na jihovýchodě s hlavní městem Skopje, na západě s občinou Tearce, na jihu s občinou Želino a na jihozápadě s občinou Tetovo.
Centrem opštiny je vesnice Jegunovce. Pod ni spadá dalších 16 vesnic:
- Belovište, Jažince, Jančište, Kopance, Orašje, Podbrege, Preljubište, Raotince, Ratae, Rogačevo, Šemševo, Siričino, Staro Selo, Tudence, Vratnica, Žilče

## Historie
V roce 2003 při překreslování hranic jednotlivých občin a měst byla k občině Jegunovce přiřazena občina Vratnica. Hranice občiny jsou dodnes stejné.

## Demografie
Podle posledního sčítání lidu z roku 2021 žije v opštině 8 895 obyvatel. Etnickými skupinami jsou: 
- Makedonci = 4 746 (53,36 %)
- Albánci = 3 482 (39,15 %)
- Srbové = 89 (1.0%)
- Romové = 49 (0,55 %)
- ostatní a neuvedené = 529 (5,94 %)